# Devils Lake
Devils Lake – miasto w Stanach Zjednoczonych, w stanie Dakota Północna, siedziba administracyjna hrabstwa Ramsey.